# Asier Illarramendi
Asier Illarramendi Andonegi, auch bekannt als Illarra (* 8. März 1990 in Mutriku, Autonome Gemeinschaft Baskenland), ist ein spanischer Fußballspieler. Der Mittelfeldspieler steht beim FC Dallas unter Vertrag.

## Vereinskarriere
Asier Illarramendi stammt aus der Jugendabteilung des baskischen Vereins Real Sociedad San Sebastián. Nach seiner Jugendzeit spielte er von 2008 bis 2011 zunächst hauptsächlich in der zweiten Mannschaft seines Vereins. Am letzten Spieltag der Segunda División 2009/10 kam der Mittelfeldspieler bei der 1:4-Niederlage gegen den FC Elche erstmals zu einem Pflichtspieleinsatz für die erste Mannschaft. Zu diesem Zeitpunkt stand Real Sociedad bereits als sicherer Aufsteiger in die Primera División fest. In der Folgesaison kam Illarramendi auf drei Einsätze in der ersten Liga und spielte hauptsächlich weiter in der zweiten Mannschaft. Seit 2011 war er Stammspieler im defensiven Mittelfeld der Basken. In der Spielzeit 2012/13 erreichte er mit seiner Mannschaft einen überraschenden vierten Tabellenplatz und damit die Teilnahme an der Play-off-Runde der UEFA Champions League 2013/14.
Zur Saison 2013/14 wechselte Illarramendi zu Real Madrid. Er unterschrieb einen Sechsjahresvertrag bis zum 30. Juni 2019. Mit Real Madrid gewann er in seiner ersten Saison die Copa del Rey und die UEFA Champions League, sowie im zweiten Jahr den UEFA Super Cup und die FIFA-Klub-Weltmeisterschaft.
Bei den Königlichen fungierte Illarramendi hauptsächlich als Wechselspieler und konnte sich gegen die namhaften Konkurrenten Xabi Alonso, Luka Modrić und Toni Kroos im zentralen Mittelfeld nicht durchsetzen. Am 26. August 2015 kehrte er zu Real Sociedad zurück und erhielt einen Sechsjahresvertrag bis zum 30. Juni 2021. Im Juni 2018 verlängerte er diesen Vertrag bis Sommer 2023.

## Nationalmannschaft
Bei der U-17-Weltmeisterschaft 2007 scheiterte er mit dem spanischen Nachwuchsteam im Finale nach Elfmeterschießen an der nigerianischen Nationalmannschaft. Den Titel erringen konnte er dagegen mit der U-21-Auswahl bei der Europameisterschaft 2013. 2017 kam er drei Mal für die A-Nationalmannschaft zum Einsatz.

## Titel und Erfolge
- U-21-Europameister: 2013
- Spanischer Pokalsieger: 2014, 2020
- UEFA Champions League: 2014
- UEFA Super Cup: 2014
- FIFA-Klub-Weltmeisterschaft: 2014

### Persönlich
- Bester Mittelfeldspieler der spanischen Liga: 2013